# Mika Taanila
Mika Taanila, né en 1965 à Helsinki, est un réalisateur et artiste visuel finlandais.

## Biographie
Les films de Mika Taanila peuvent être classés quelque part entre les documentaires cinématographiques classiques, les films d'avant-garde et l'art vidéo. Ses films les plus notables sont Tectonic Plate (2016) Return of the Atom (2015, coréalisé avec Jussi Eerola), Optical Sound (2005), The Future Is Not What It Used To Be (2002) et Futuro - A New Stance for Tomorrow (1998).
En plus de projections cinématographiques traditionnelles, Taanila présente ses œuvres dans des galeries et musées au titre d'installation.

## Filmographie partielle
- 1998 : Futuro
- 2005 : Son optique
- 2011 : 60 Seconds of Solitude in Year Zero (un segment d'une minute)
- 2013 : Kuuden päivän juoksu
- 2013 : My Silence
- 2016 : Tectonic Plate

## Reconnaissance
- Prix Ars Fennica, 2015